# Jutjat de Càller
El jutjat de Càller fou una jurisdicció feudal de l'illa de Sardenya, un dels quatre que existien a l'illa al segle xi derivats probablement de jurisdiccions romans d'Orient ja existents al segle ix.
Els magistrats romans d'Orient de Càller van esdevenir governants locals que van agafar el títol de jutges (κριταί, krité). Els primers jutges són només noms, amb cronologies molt confuses.
Marià Salusi I, probable fill d'un noble de Càller anomenat Salusi, apareix amb el títol de Jutge i probablement exercí des de vers el 1020/1040. Va morir abans del 1058 i es va casar amb Jordina de Setzale amb la que va tenir a Orsoc Torxitori I que va morir passat el 1089 (era jutge cap al 1060). Es va casar amb Vera de la que van néixer Constantí Salusi II de Càller que va viure almenys fins al 1090, probablement fins vers el 1102, i Torbé, jutge associat que va governar fins vers el 1108. Torbé va tenir un fill, Barisó (IV), que fou jutge de l'octubre del 1163 al 2 de març del 1164.
Constantí II Salusi es va casar amb Jordina de Làcon-Gunale amb la que va tenir a Marià Torxitori II de Càller mort no abans del 12 de febrer del 1130, casat amb Preciosa de Làcon-Zori, de la que va néixer Constantí II Salusi, mort el 19 de març de 1163, que es va casar dues vegades, primer amb Jordina de Làcon-Gunale i després amb Sardínia de Làcon-Zori i només va tenir filles: la filla mitjana (del primer matrimoni) Jordina, es va casar amb Obert marquès de Massa i Còrsega. Si bé fou proclamar Barisó (I) de Càller, amb suport genovès, el 1164 fou deposat pels nobles favorables a Pisa, que van portar al tron a Pere de Torres, germà del jutge Barisó II de Torres, considerat aliat pisà. Però abans del 1180 ja es va decantar cap als genovesos als que va deixar utilitzar els seus ports; llavors els pisans van afavorir la revolta dels nobles fidels. Pere es va escapar vers 1180 cap a Torres, governat per son germà, i el 1184, amb ajut de Gènova, va recuperar el poder; però no va aconseguir dominar a la noblesa, que va donar suport a Obert de Massa i Còrsega i al seu fill Guillem (el futur Guillem Salusi IV de Càller). El 1187 Pere fou empresonat i va morir l'any següent, i Obert fou proclamat jutge regent però va morir el 1189 i el seu fill va assolir el poder.
El 1194 Guillem Salusi IV va atacar el jutjat de Torres i va ocupar Goceà on va fer presonera a la dona de Constantí II de Torres, la catalana Prunisinda, que va morir l'any següent a la presó de Santa Igia (capital del jutjat) a causa de les privacions i maltractes. El 1195 Constantí va atacar Santa Igia per alliberar-la, però sense èxit. El 1195 Guillem va envair Arborea derrotant el conjutge Pere I d'Arborea i va fer fugir l'altre conjutge Hug I d'Arborea, avançant cap Oristany, fins que Arborea va demanar la pau cedint les terres de Marmilla i altres ciutats de frontera. Vers el 1206 va entrar a Gallura però la jutgessa Elena de Lacon es va casar amb Lambert Visconti i amb el seu ajut va poder rebutjar l'atac (1207). Va morir el 1214 i la successió va correspondre a la filla Beneta i al seu marit Barisó II d'Arborea que fou proclamat també jutge sota el nom de Barisó Torxitori IV de Càller. Barisó va morir el 1217. El 1216 Ubald Visconti va establir un castell avui anomenat el Castel di Castro i abans Il Castello, que fou el nucli de la futura ciutat de Càller, i amb les forces allí concentrades des del 1216 va poder dominar el jutjat el 1217. Beneta fou feta presonera per Ubald i obligada a casar-se amb son germà Lambert Visconti de Gallura (ja vidu) que així va governar a Gallura i Caller fins a la seva mort el 1225. Ubald va continuar exercint el poder però el càrrec de jutge va passar als següents marits de Beneta: Enric de Capraia (vers 1227-1228) de la família dels comtes de Capraia, i Rinaldo Glandi (1230-1232). A la mort d'Ubald Visconti el seu nebot Ubald I Visconti de Gallura (fill de Lambert) va envair el jutjat per substituir al difunt en el control, però en fou expulsat pels Gherardesci, lleials a Beneta, el 1232. Beneta però va morir aquell mateix any i el seu fill Guillem Salusi V va assolir el poder essent declarat major d'edat el 1235 al complir 20 anys. Va lluitar contra els Visconti de Gallura fins al 1244 amb el suport de Rainer de Gherardesci de Bolgheri, marit de la seva tia Agnès. Va morir vers 1250 i el va succeir el seu fill Joan Torxitori V conegut per Cià de Càller.
Joan Torxitori V de Càller conegut per Cià de Càller va seguir una política favorable a Gènova i el 1255 va permetre als genovesos ocupar el Castel di Castro i va expulsar els pisans. Això va provocar que uns sicaris pisans l'assassinaren el 1256. El va succeir son cosí Guillem Salusi VI.
Guillem Salusi VI de Càller fou el darrer jutge de Càller. Era cosí germà de Guillem Salusi V (fill d'un germà de Joan Torxitori V) i va seguir també una política progrenovesa. El 1258 els elements favorables als pisans (els Gherardesci comtes de Donoratico, Guillem de Capraia jutge d'Arborea i Joan I Visconti de Gallura) van envair el jutjat, van conquerir el Castel di Castro, i van assetjar Santa Igia que, al no rebre ajuda genovesa, fou destruïda, i els habitants van fugir cap a l'interior. Guillem Salusi fou deposat i el territori del jutjat repartir entre Gallura (Joan Visconti, la part nord i est, incorporada al jutjat de Gallura), Arborea (Guillem de Capraia, la part nord i centre, que fou incorporada al jutjat d'Arborea) i la regió de Sulcis i Iglesiente (part occidental) a Gerard i Huguet Gherardesci de Donoratico. El 1282 Huguet Gherardesci es va establir a Siliqua, al castell d'Acquafredda, des on va governar tota la regió sota el seu domini i el 1284 va construir la catedral de Santa Clara a Esglésies. El terç de Gallura fou incorporat a Pisa el 1287. El terç del jutjat sota els Gherardesci va romandre sota sobirania feudal del pisans fins a la conquesta catalana d'ambdós terços el 1323-1324. El terç d'Arborea va seguir la sort d'aquest jutjat.

## Governadors romans d'Orient autònoms
- Gialeto 687-722
- Teodó 722-740
- Gufrid vers 750
- Ausone 778-?
- Nicolau 807- ?
- Gublin 864-870
- Fèlix 870- ?

## Jutges llegendaris
- Barisó I vers 900- ?
- Bono vers 940
- Hug vers 950
- Orland vers 960
- a Tunísia 990-1017
- a Pisa 1017-1021
- a Tunísia 1021-1022
- Barisó II 998-1022
- Marià Salusi I 1022-1038 (testimoniat realment)
- Barisó III 1038-1050
- a Tunísia 1050-1052
- Barisó III (segona vegada) 1052-1059